# ヒロ・ヒライ

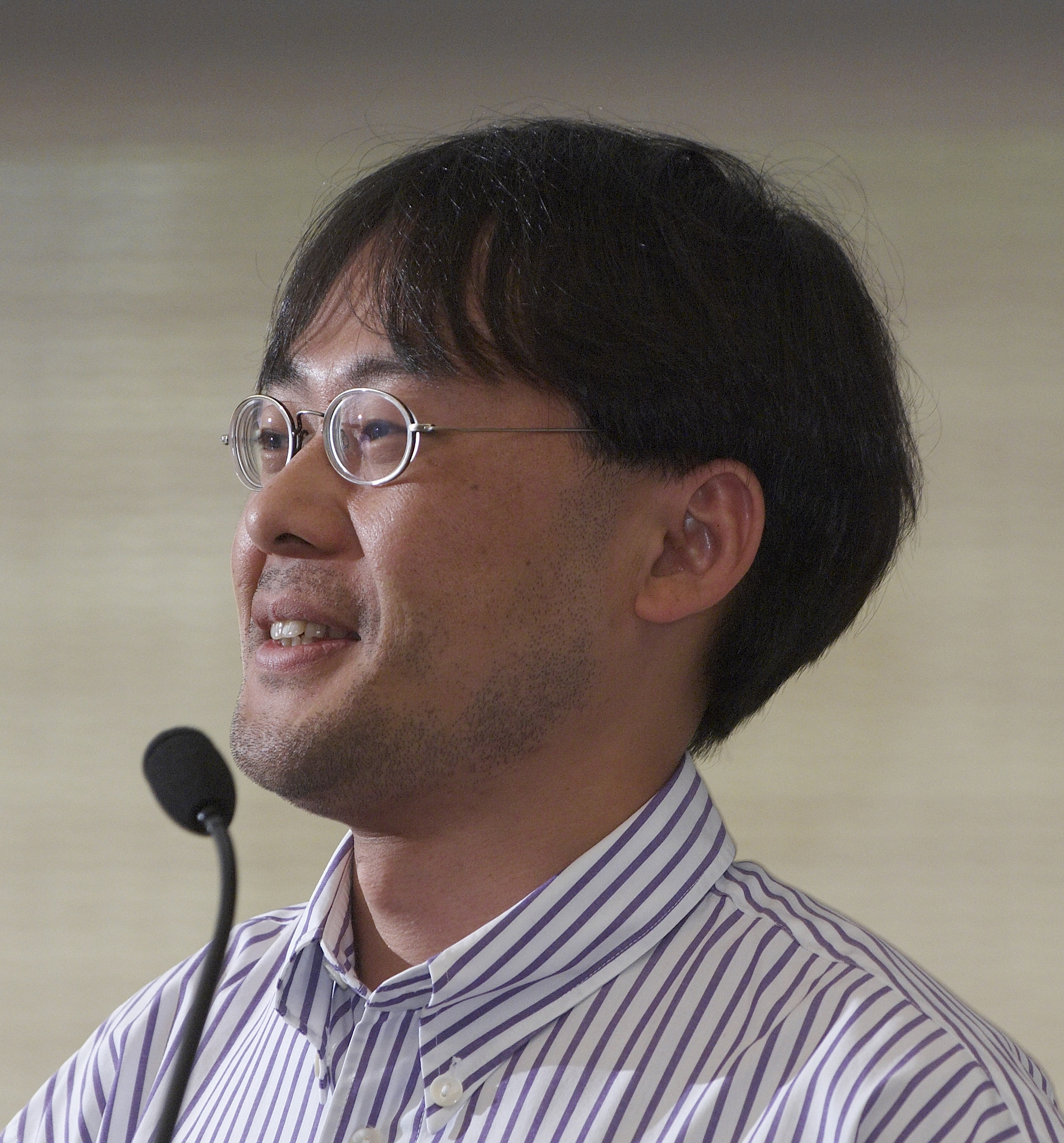
2006年錬金術会議での平井

ヒロ・ヒライ（Hiro Hirai, 1967年 - ）は、日本出身の科学史家・思想史家。東京大学大学院経済学研究科特任准教授。国際的に活動。専門はルネサンス期・初期近代の科学と文化（ルネサンス哲学、医学、錬金術、魔術、占星術、インテレクチュアル・ヒストリーなど）。第9回（2012年度）日本学術振興会賞受賞。同賞や一部書籍では平井 浩（ひらい ひろし）名義を用いる。

## 経歴
埼玉県出身。1999年、リール第3大学大学院文学研究科博士課程修了、博士号（哲学・科学史）取得。以降、リエージュ大学科学史研究所、ロンドン大学ウェルカム医学史研究所、ゲント大学科学史研究所、ケミカル・ヘリテイジ財団、ナイメーヘン・ラドバウド大学哲学・科学史研究所、コロンビア大学イタリア高等研究所、コロンビア大学科学社会研究所の研究員を歴任。
1999年にWebサイト「bibliotheca hermetica」（ヘルメスの図書館、略称はBH）を開設して以来、同サイトやFacebook、YouTubeなどインターネット上でも情報を多く発信している。2013年には、勁草書房の叢書「bibliotheca hermetica 叢書」（BH叢書）の創刊を手掛けた。

## 受賞
- 2000年 - 国際科学史アカデミー（英語版） 若手歴史家賞
- 2006年 - フランス医学史学会 第1回スルニア賞
- 2013年 - 第9回（2012年度）日本学術振興会賞 [1]

## 書籍
- （単著）Le concept de semence dans les théories de la matière à la Renaissance: de Marsile Ficin à Pierre Gassendi, Brepols, 2005. ISBN 2503515614
- （編著）Cornelius Gemma: Cosmology, Medicine and Natural Philosophy in Renaissance Louvain, Fabrizio Serra, 2008. ISBN 8862271182
- （編著）『ミクロコスモス 初期近代精神史研究』月曜社 2010年。ISBN 4901477722
- （Jan Papyと共編著）Justus Lipsius and Natural Philosophy, Royal Academy of Belgium, 2011. ISBN 9065690905
- （単著）Medical Humanism and Natural Philosophy: Renaissance Debates on Matter, Life and the Soul, Brill, 2011. ISBN 9789004218710
- （編著）榎本恵美子著、坂本邦暢解説『天才カルダーノの肖像: ルネサンスの自叙伝、占星術、夢解釈』勁草書房〈bibliotheca hermetica 叢書〉、2013年。ISBN 4326148268
- （編著）菊地原洋平著『パラケルススと魔術的ルネサンス』勁草書房〈bibliotheca hermetica 叢書〉
- （小澤実と共編著）『知のミクロコスモス: 中世・ルネサンスのインテレクチュアル・ヒストリー』中央公論新社、2014年。ISBN 4120045951
- （監訳・解題）アンソニー・グラフトン著、福西亮輔訳『テクストの擁護者たち: 近代ヨーロッパにおける人文学の誕生』勁草書房〈bibliotheca hermetica 叢書〉、2015年。ISBN 978-4-326-14828-8
- （監修）クリストフ・ポンセ著、豊岡愛美訳『ボッティチェリ《プリマヴェラ》の謎: ルネサンスの芸術と知のコスモス、そしてタロット』勁草書房、2016年。ISBN 4326800577
- （編著）山田俊弘著『ジオコスモスの変容: デカルトからライプニッツまでの地球論』勁草書房〈bibliotheca hermetica 叢書〉、2017年。ISBN 4326148292
- （訳）ローレンス・M・プリンチーペ（英語版）著『錬金術の秘密: 再現実験と歴史学から解きあかされる「高貴なる技」』勁草書房〈bibliotheca hermetica 叢書〉2018年。ISBN 4326148306
- （監修）『ルネサンス・バロックのブックガイド: 印刷革命から魔術・錬金術までの知のコスモス』工作舎、2019年。ISBN 978-4875025030
- （Didier Kahnと共編著）Pseudo-Paracelsus: Forgery and Early Modern Alchemy, Medicine and Natural Philosophy, Brill, 2021. ISBN 9789004503373